# Castle Rock (Wisconsin)
Die Town of Castle Rock ist eine von 33 Towns im Grant County im US-amerikanischen Bundesstaat Wisconsin. Im Jahr 2010 hatte die Town of Castle Rock 248 Einwohner.
Town hat in Wisconsin eine grundlegend andere Bedeutung, als im übrigen englischsprachigen Bereich. Vielmehr entspricht sie den in den anderen US-Bundesstaaten üblichen Townships, die nach dem County die nächstkleinere Verwaltungseinheit bilden.

## Geografie
Die Town of Castle Rock liegt im Südwesten Wisconsins. Der am Mississippi gelegene Schnittpunkt der drei Bundesstaaten Wisconsin, Iowa und Minnesota befindet sich rund 105 km nordöstlich, die Grenze zu Illinois befindet sich rund 70 km südlich.
Die geografischen Koordinaten des Zentrums der Town of Castle Rock sind 43°04′44″ nördlicher Breite und 90°29′10″ westlicher Länge. Sie erstreckt sich über eine Fläche von 92,7 km². 
Die Town of Castle Rock liegt im Nordosten des Grant County und grenzt an folgende Nachbartowns:
| Town of Watterstown   | Town of Muscoda                             | Town of Pulaski (Iowa County)  |
| Town of Hickory Grove | Kompassrose, die auf Nachbargemeinden zeigt | Town of Highland (Iowa County) |
| Town of Fennimore     | Town of Wingville                           |                                |

## Verkehr
Die County Highways G und Q verlaufen durch die Town of Castle Rock. Alle weiteren Straßen sind untergeordnete Landstraßen,  teils unbefestigte Fahrwege sowie innerörtliche Verbindungsstraßen.
Der nächste größere Flughafen ist der Dane County Regional Airport in Wisconsins Hauptstadt Madison (rund 120 km östlich).

## Bevölkerung
Nach der Volkszählung im Jahr 2010 lebten in der Town of Castle Rock 248 Menschen in 107 Haushalten. Die Bevölkerungsdichte betrug 2,7 Einwohner pro Quadratkilometer. In den 107 Haushalten lebten statistisch je 2,32 Personen. 
Ethnisch betrachtet bestand die Bevölkerung mit sechs Ausnahmen nur aus Weißen. Unabhängig von der ethnischen Zugehörigkeit waren 1,6 Prozent der Bevölkerung spanischer oder lateinamerikanischer Abstammung. 
17,7 Prozent der Bevölkerung waren unter 18 Jahre alt, 65,8 Prozent waren zwischen 18 und 64 und 16,5 Prozent waren 65 Jahre oder älter. 50,0 Prozent der Bevölkerung war weiblich.
Das mittlere jährliche Einkommen eines Haushalts lag bei 58.750 USD. Das Pro-Kopf-Einkommen betrug 31.912 USD. 5,3 Prozent der Einwohner lebten unterhalb der Armutsgrenze.

## Ortschaften in der Town of Castle Rock
Auf dem Gebiet der Town of Castle Rock befinden sich neben Streubesiedlung keine weiteren Siedlungen.